# آنکل بنس
آنکل بن یک نام تجاری برای برنج پاربویل و سایر محصولات غذایی مرتبط است. این نام تجاری توسط شرکت Converted Rice معرفی شد که بعداً توسط مارس اینکورپوریتد خریداری شد . در هیوستون، تگزاس مستقر است. برنج آنکل بن برای اولین بار در سال ۱۹۴۳ به بازار عرضه شد و از ۱۹۵۰ تا دهه ۱۹۹۰ پرفروش‌ترین برنج در ایالات متحده بود. امروزه محصولات آنکل بن در سراسر جهان به فروش می‌رسد.

## منشأ
در دهه ۱۹۱۰، دانشمند و شیمیدان آلمانی-انگلیس اریچ هوزنلاوب (1888 – 1964) و دانشمند و شیمیدان انگلیسی، فرانسیس هرون برنج پاربویل، نوعی پاربوینگ را اختراع کردند که به منظور حفظ بیشتر مواد مغذی موجود در برنج، اکنون به نام Huzenlaub شناخته می‌شود. پردازش این فرایند مستلزم خشک کردن در خلاٍء کل دانه‌ها، سپس بخارپز شدن و در نهایت پوسته شدن آن است. علاوه بر افزایش ارزش غذایی برنج، باعث می‌شود در برابر سوسکچه و کاهش زمان پخت‌وپز نیز مقاومت کند.

## بازاریابی

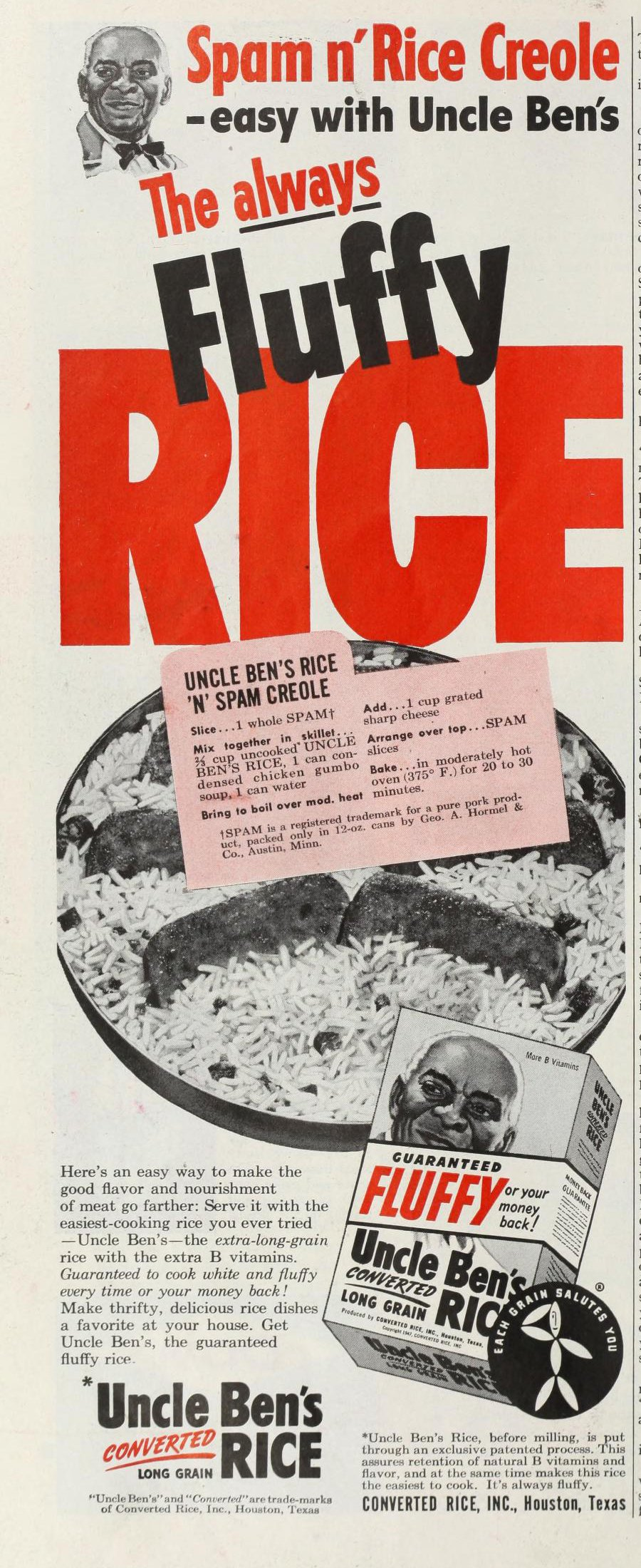
آنکل بن

در تاریخ ۱۷ ژوئن سال ۲۰۲۰، شرکت Mars (مارس) اعلام کرد که هویت این برند از جمله آرم مارک «در حال تحول» است. این اقدام تنها چند ساعت پس از تأیید کوکر / پپسی‌کو به تأیید برند آنت جیمیما برپایه کلیشه نژادی صورت گرفت و باعث تغییر نام و نشان می‌شود.